# Aimar Oroz
Aimar Oroz Huarte (ur. 27 listopada 2001 w Arazuri) – hiszpański piłkarz grający na pozycji pomocnika w hiszpańskim klubie CA Osasuna. Młodzieżowy reprezentant Hiszpanii. Uczestnik Letnich Igrzysk Olimpijskich 2024 w Paryżu.

## Sukcesy

### CA Osasuna
- Segunda División: 2018/19(inne języki)

### Hiszpania U-21
- Wicemistrzostwo Europy U-21: 2023[3]